# Craon (Vienne)
Craon é uma comuna francesa na região administrativa da Nova Aquitânia, no departamento de Vienne. Estende-se por uma área de 21,58 km². Em 2010 a comuna tinha 190 habitantes (densidade: 8,8 hab./km²).